# Mondamin (Markenname)

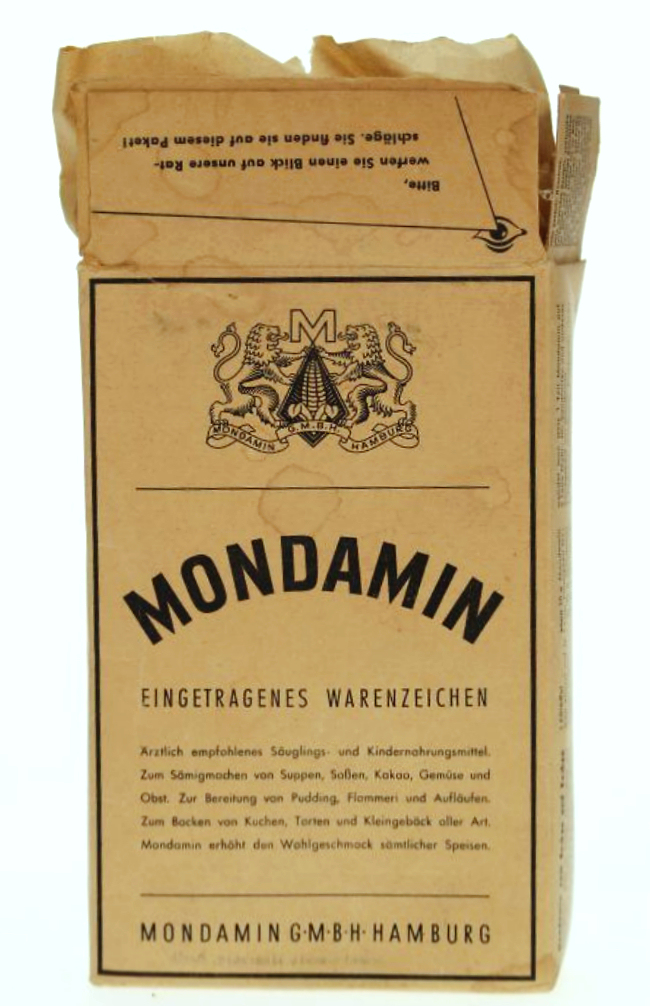
Packung für Mondamin von 1950

Das Produkt Mondamin ist ein aus Mais gewonnenes, von Eiweiß, Fett und Fasern befreites Stärkemehl, das zum Binden und Andicken von Suppen, Saucen und Desserts oder Fondues verwendet wird. Mondamin ist heute eine Marke von Unilever.
Am 29. Januar 1896 wurde beim Deutschen Markenamt die Wortmarke Mondamin im Warenverzeichnis 30 (Mühlenprodukte) eingetragen. Dort ist sie unter der Nr. 13311 registriert.
In Europa wurde seit Ende des 19. Jahrhunderts aus Mais Stärke gewonnen. 1913 wurde die Mondamin GmbH in Berlin gegründet. Zu Beginn bestand ihre Produktion ausschließlich in Maisstärke, die mit der Zeit in zunehmendem Maße Bedeutung beim Kochen erlangte, und unter dem Namen Mondamin vertrieben wurde. Der Name selbst wurde vom Wort für „Mais“ in der Sprache der Ojibwa (monda(u)min) entlehnt. Der Sage nach war der Gott Mondamin der Freund der Menschen. Er starb im Kampf gegen den sagenhaften Häuptling Hiawatha, aus seinem beerdigten Körper wuchsen die ersten Maispflanzen.
1917 wurde der Lebensmittelhersteller Knorr Eigentümer der Mondamin GmbH, weil Knorr die vom Deutschen Reich beschlagnahmten britischen Anteile an der Mondamin GmbH bekam. Dies war der Ausgleich dafür, dass die Niederlassungen von Knorr in Frankreich und Italien von den deutschen Kriegsgegnern beschlagnahmt wurden. Das Unternehmen Knorr wurde 1959 von Maizena übernommen. Maizena ist inzwischen im Unilever-Konzern aufgegangen.